# Phytoecia somereni
Phytoecia somereni là một loài bọ cánh cứng trong họ Cerambycidae.